# Министерство иностранных дел Уганды
Министерство иностранных дел Уганды — министерство Уганды, отвечающее за реализацию и управление внешней политикой и международной деятельностью Уганды. 

## Расположение
Штаб-квартира министерства расположена в центральном округе крупнейшего города и столицы страны — Кампале, на холме Накасеро, улица Колвилл, 2А. 

## Обзор
История министерства восходит к независимости Уганды, которую страна обрела 9 октября 1962 года. Первоначально угандийский МИД находился в административном подчинении канцелярии премьер-министра. В 1971 году было выделено в отдельное министерство.. В 1966 году была учреждена должность государственного министра иностранных дел, а в 1988 году была добавлена должность государственного министра по региональным вопросам. 

## Политическое руководство
С октября 2016 года Сэм Кутеса — министр иностранных дел страны. Он занимает эту должность с 2005 года. Государственным министром по международным делам (также с 2005 года) является Генри Орйем Окелло. С 1 марта 2015 года Филемон Матеке — государственный министр по делам регионов. 

## Организационная структура
В административном отношении министерство разделено на два управления: международного сотрудничества и регионального сотрудничества. 
Также в нем есть следующие департаменты: 
- Департамент финансов и администрации, который отвечает за финансовые и административные вопросы[7].
- Департамент внутреннего расследования, который отвечает за оценку рисков и разработку стратегий. Департамент «отвечает за обеспечение адекватности и эффективности всех систем, средств контроля, правил и процедур»[8].
- Ресурсный центр, который отвечает за коммуникации, связь с общественностью и средствами массовой информации. Также ресурсный центр работает над улучшением информационных и коммуникационных технологий, и вдобавок отвечает за обучение и последующую деятельность министров и послов[9].
- Департамент Африканского союза — отвечает за разработку, реализацию и выполнение национальной политики в отношении Африканского союза[10].
- Департамент служб диаспоры — отвечает за разработку, выполнение и мониторинг политики, влияющей на угандийцев, живущих и работающих за рубежом. Создан в 2007 году[11].
- Департамент Азиатско-Тихоокеанского региона — отвечает за разработку и реализацию политики и программ, касающихся отношений со странами азиатского и тихоокеанского региона[12].
- Департамент Восточноафриканского сообщества и Департамент кольцевых государств — отвечает за разработку и реализацию государственной политики и программ в отношении стран-членов Восточноафриканского сообщества, Международной конференции по району Великих озер и Межправительственного органа по вопросам развития[13].
- Департамент европейских отношений отвечает за развитие отношений Уганды с европейскими странами[14].